# Virginal
Pour les articles homonymes, voir Virginal (homonymie).
Le virginal est un instrument de musique de la famille des instruments à clavier et à cordes pincées qui comprend également, entre autres, le clavecin et l'épinette. Dans tous ces instruments, le pincement des cordes est assuré par un ou plusieurs rangs de sautereaux reposant sur l'extrémité arrière (cachée) des touches.
Contrairement au clavecin, où les cordes sont disposées perpendiculairement au(x) clavier(s), celles du virginal le sont de façon à peu près parallèle, ou avec un angle très faible. L'instrument est donc de forme oblongue - rectangulaire ou polygonale - allongée dans le sens du clavier.
Présent pendant la Renaissance et le début du baroque dans tous les pays européens, le virginal était le plus répandu en Italie, en Flandre et en Angleterre. Le virginal à l'octave, sonnant une octave plus haut et de dimensions plus réduites, était commun plus particulièrement en Allemagne et en Italie où il portait le nom d'ottavino.

## Virginal ou épinette?

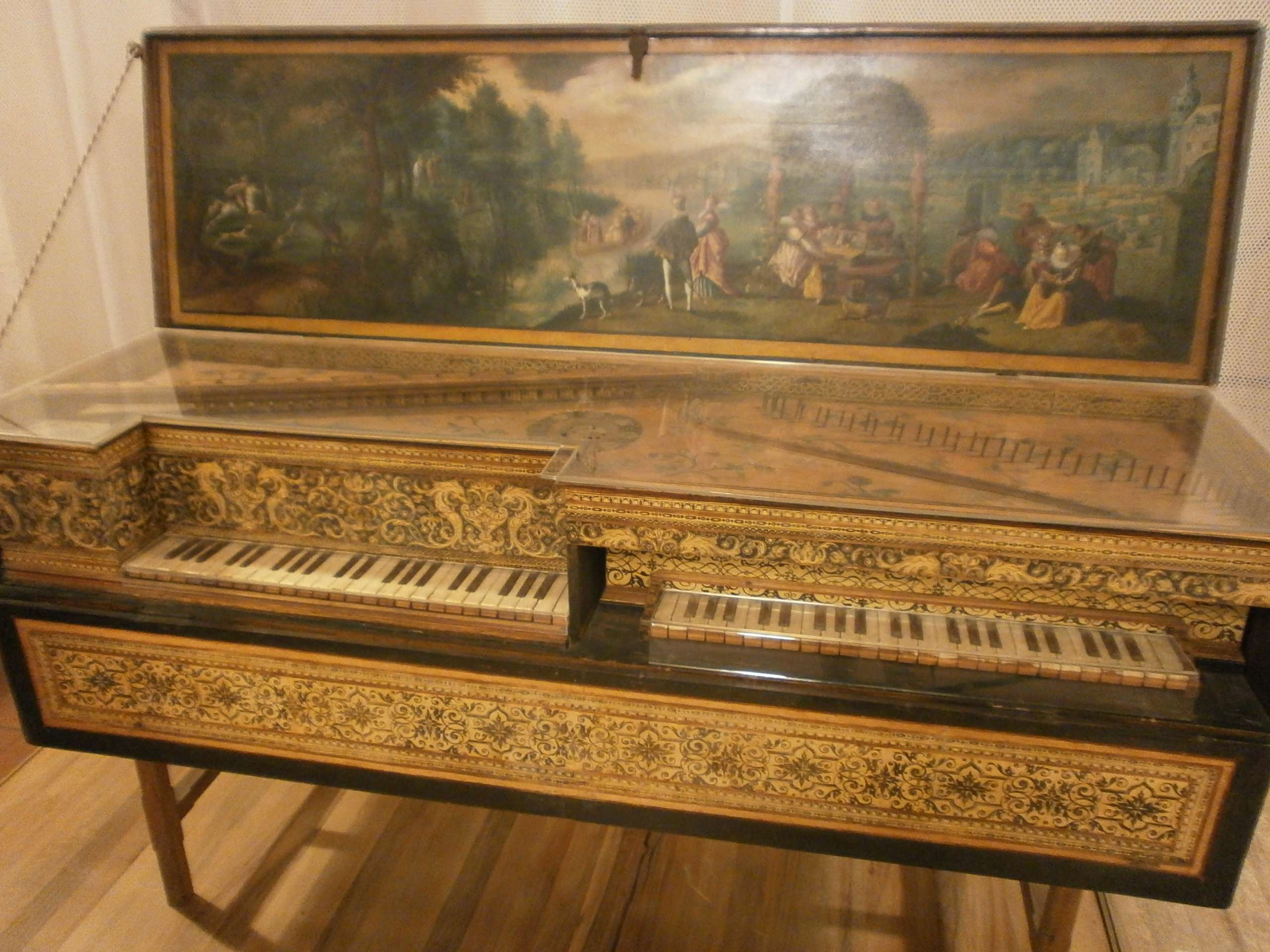
Un virginal double de Ioannes Ruckers, Anvers c. 1600 (Museo strumenti musicali, Milan).

Jusqu'au milieu du XVIIe siècle, la distinction entre épinette et virginal reste assez imprécise et sujette à des variations locales, qu'obscurcissent encore les traditions des différents pays où ces instruments sont fabriqués ou utilisés. En France, le mot « épinette » est employé indistinctement pour tout instrument de la famille du clavecin. En Angleterre, il en est de même pour le mot « virginal » - on y parle aussi de « virginals » ou de « pair of virginals ». En Italie, on utilise préférentiellement le mot « épinette » (spinetta), que l'on n'attribue pas au clavecin (nommé, quant à lui, cembalo, clavicembalo ou gravicembalo) ... Pour certains auteurs, la distinction se fait selon que les deux chevalets reposent, ou non, sur la table d'harmonie ; pour d'autres, selon que les cordes graves sont, ou non, proches du clavier.
Aujourd'hui, le mot « virginal » reste attribué à des instruments (d'époque ou reproduction d'ancien) à caractère plutôt archaïque et généralement de forme rectangulaire - mais qui peuvent aussi être de forme polygonale - et de facture italienne, flamande ou anglaise, dédiés à l'interprétation de la musique des XVIe et XVIIe siècles.
Ici, à droite de ce texte, figure un exemple d'un virginal italien polygonal reconstruit par le facteur allemand Neupert (Bamberg) sur le modèle d'un virginal vénitien de Benedetto Floriani (dates probables: 1567-1572). Les bois utilisés sont le cyprès et le cèdre. Cet instrument est un exemple typique de la facture italienne de la fin de la Renaissance en Italie.

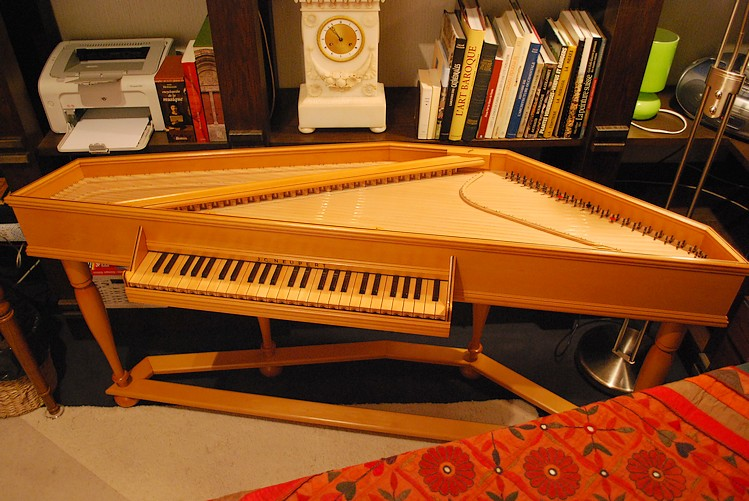
Virginal italien polygonal du facteur allemand Neupert sur le modèle vénitien de Benedetto Floriani (vers 1567-1572)

Quant au nom d'épinette, il est aujourd'hui plutôt réservé à une autre forme d'instrument (épinette courbe) apparue au cours du XVIIe siècle et peut-être inventée par un facteur d'origine italienne mais à la carrière internationale, Girolamo Zenti, qui travailla en Italie, en Suède, en Angleterre et en France.

## Nomenclature
Vers 1460, Paulirinus de Prague est le premier à citer le virginal (instrument de forme rectangulaire comme le clavicorde et de sonorité identique au clavecin) ; il en donne une description ainsi qu'une appréciation — plus élogieuse que précise — du son qu'il émet ; quant au nom lui-même, il en fournit l'explication suivante : « virginale dictum quod uti virgo dulcorat mitibus et suavissimis vocibus » (« On l'appelle virginal car, tout comme une vierge, il charme par des sons doux et très suaves »). L'iconographie de cette époque et du siècle suivant montre de fait, la plupart du temps, des femmes et des jeunes filles au clavier, plutôt que des hommes.
Une autre étymologie, tout aussi incertaine, rapporte au mot latin virga (verge, baguette) qui pourrait s'appliquer au dispositif de pincement des cordes.
En latin et en italien, l'orthographe est virginale. En Italie la traduction actuelle pour la famille d'instruments à sautereaux (salterelli) est : virginale ou spinetta rettangolare/pentagonale, clavicembalo, claviciterio, spinettino.

## Description

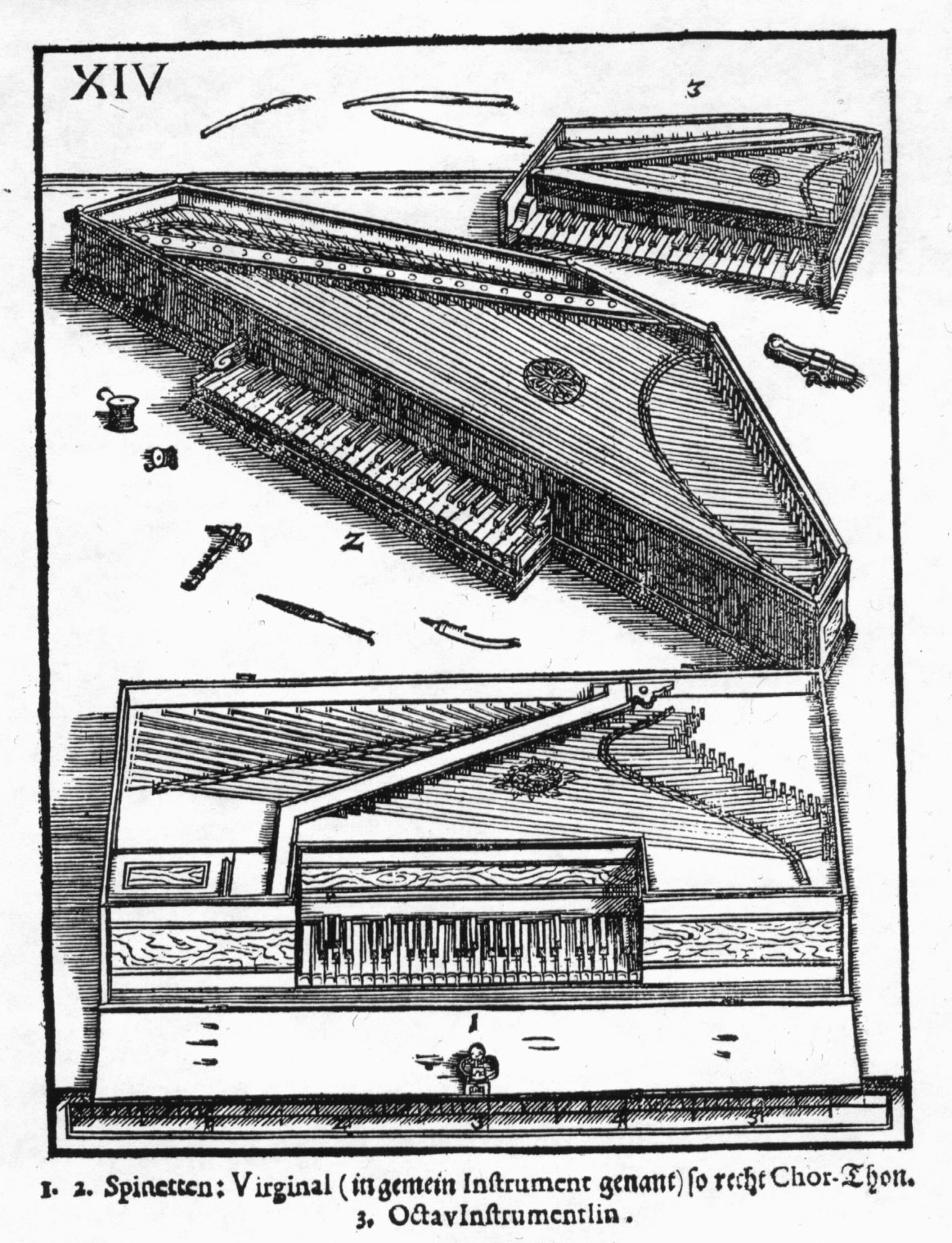
De haut en bas : Virginal à l'octave ou ottavino, virginal hexagonal, virginal rectangulaire - Gravure du Syntagma musicum, début XVIIe siècle.

Le virginal a une forme allongée dans le sens du clavier et des cordes qui sont disposées de manière sensiblement parallèle à ce dernier, ou très peu inclinées. La caisse peut être rectangulaire ou polygonale : dans ce dernier cas, les deux angles arrières, libres de cordage, ont été éliminés, donnant à l'instrument une forme de polygone (pentagone ou hexagone) irrégulier. Le clavier, toujours unique, est saillant (tradition italienne) ou rentrant dans la caisse (tradition flamande).
L'étendue du clavier (généralement inférieure à celle du grand clavecin) détermine d'une part la longueur de la corde la plus grave, donc la largeur de l'instrument, et d'autre part le nombre de cordes, donc sa profondeur. Le virginal à la quinte ou, plus encore, à l'octave (ottavino) sont donc de taille réduite. Lorsque la largeur du virginal excède largement la longueur du clavier, ce dernier est généralement décalé vers la gauche, afin d'assurer un point de pincement correct par rapport au passage de la corde sur le chevalet. Un cas particulier est celui du muselaar flamand, où le clavier est décalé vers la droite ; dans ce cas, le point de pincement des cordes est plus central, assurant une sonorité et un timbre très différents. Le plus souvent, le clavier comprend, vers les graves, une octave courte, ainsi que des feintes brisées). Dans le principe, l'instrument est d'ailleurs destiné à l'interprétation des œuvres plus anciennes (grosso modo : XVIe et XVIIe siècles).
De façon générale, les sillets sont « flottants » (c'est-à-dire collés sur la table d'harmonie là où cette dernière ne repose pas sur le sommier). Le sillet de gauche est rectiligne et placé en diagonale de l'instrument, celui de droite (qui détermine la longueur utile des cordes) forme une courbe ou parfois simplement un angle.
La table d'harmonie possède une ouïe circulaire munie d'une rosace décorative, parfois plusieurs (caractère archaïque).
Les sautereaux traversent verticalement la table d'harmonie, deux par deux, entre chaque groupe de deux cordes ; placés l'un près de l'autre et agissant de façon opposée, chacun d'eux gratte une des deux cordes qui sont distantes l'une de l'autre d'un demi-ton chromatique (ou plus vers les graves dans le cas d'octave courte).
L'instrument possède un couvercle destiné à protéger les cordes et, de plus en plus souvent au fil du temps pour les plus grands instruments, un piétement spécifique (les plus petits peuvent se poser sur une table).

## Historique

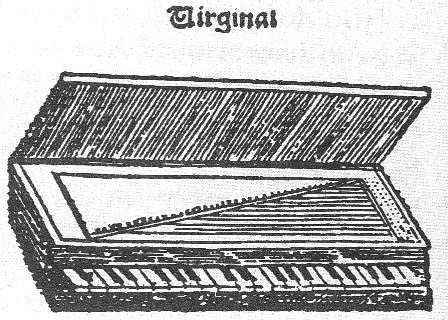
La gravure du virginal, tirée de Musica getutscht (1511).

Le virginal apparaît vers la fin du XIVe siècle ou au XVe siècle, comme le clavecin dont il partage le mécanisme, et le clavicorde qui a la même forme extérieure. Pour tous ces instruments, l'origine semble être italienne ou bourguignonne. Ces instruments de petite taille (étendue de l'ordre de trois octaves) ne possèdent pas de piétement mais se posent sur une table, pour en jouer.
La première représentation connue d'un virginal est une gravure assez grossière insérée dans l'ouvrage Musica getutscht de l'ecclésiastique allemand Sebastian Virdung, imprimé à Bâle en 1511.

## Facture

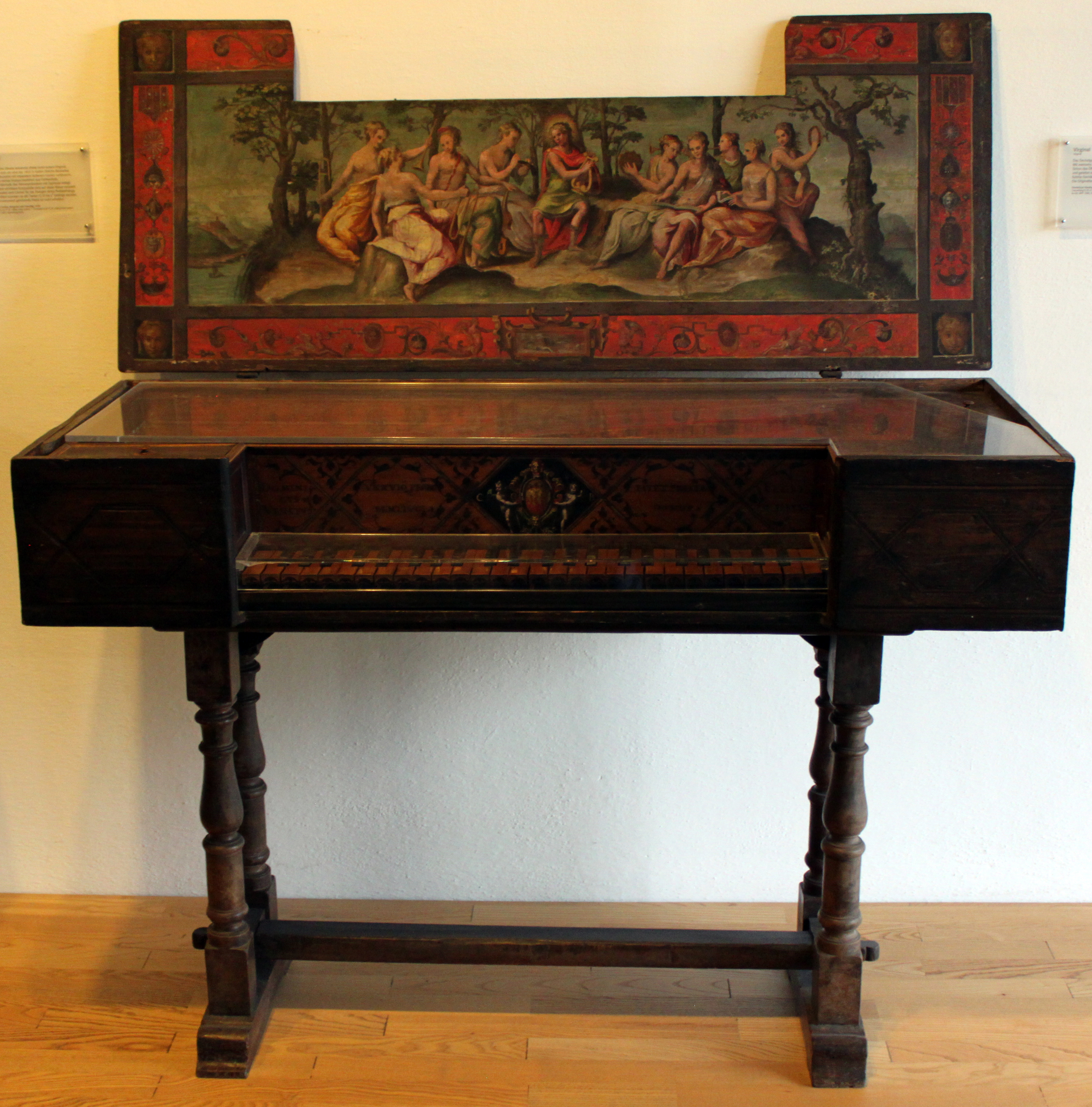
Virginal, Venise, 1566 (Musée national germanique, Nuremberg).

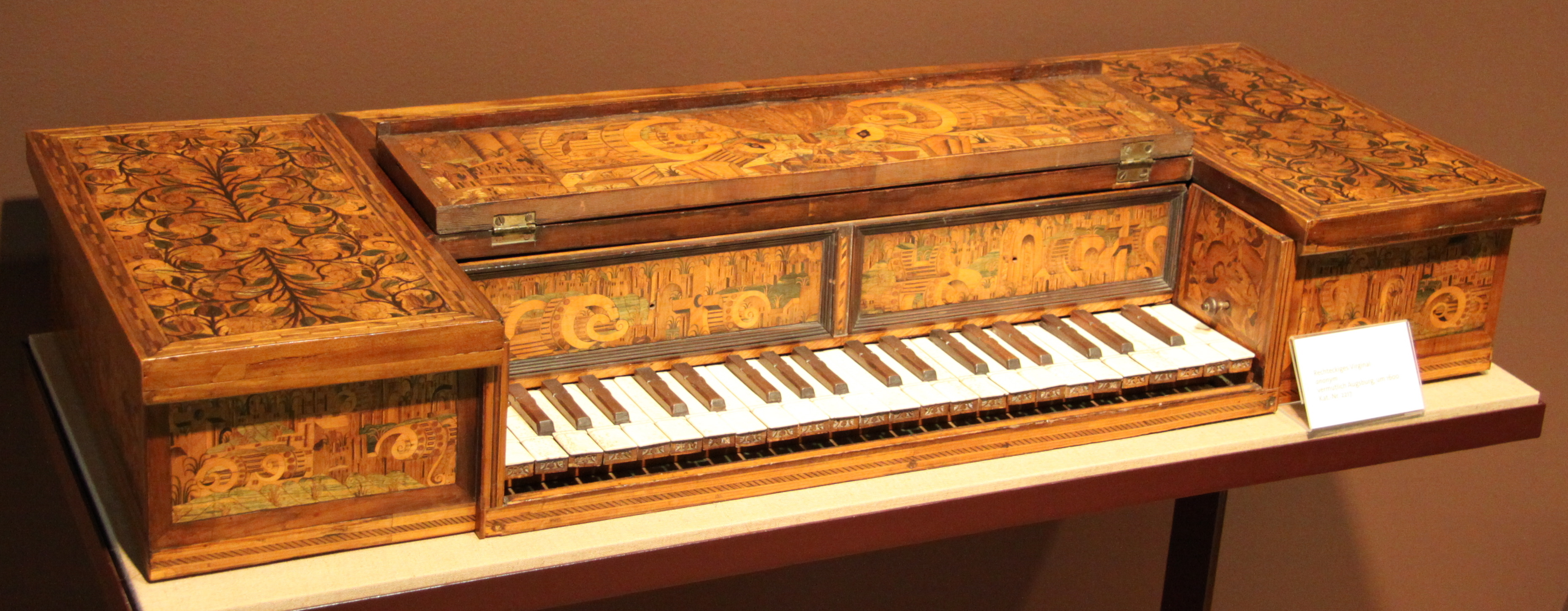
Virginal anonyme, c. 1600 (Musée des instruments de musique, Berlin).

La facture flamande est massive comparée à l'italienne. Emploi du tilleul/peuplier en Flandres, de cyprès en Italie. Dans le virginal flamand le meuble est rectangulaire souvent sur un piétement à balustrade et peint en faux-marbre (1,50 m × 45 cm). Le point de pincement est généralement de 15 % aux graves, 45 % aux aigus, ce qui explique la position du clavier vers la gauche.
- Une variante du virginal, de même apparence, autant répandue, appelée muselaar, a le clavier placé au centre ou vers la droite, ce qui lui procure un timbre assez différent et particulier. On peut voir de belles représentations chez Johannes Vermeer de Delft (1632-1675).
- Quelques instruments présentent la disposition dite « Moeder en kind » (Mère et enfant) : il s'agit d'un ensemble composé de deux virginals — le plus petit (l'enfant, virginal à l'octave) peut se ranger dans le plus grand (la mère) ou se superposer à celui-ci de manière à coupler leurs deux claviers. À cet effet, le fond de l'enfant est encoché sous l'arrière des touches. On ôte le chapiteau de la mère, on pose l'enfant à la place et les sautereaux de la mère viennent alors en butée contre l'arrière des touches de l'enfant : celles-ci sont soulevées lorsque les touches correspondantes de la mère sont actionnées.
- Le Musée des Instruments de musique de Bruxelles possède un instrument datant de 1619 fabriqué à Anvers et formé d'un clavecin et d'un virginal, c'est-à-dire que contrairement à la disposition côte-à-côte des claviers moeder en kind décrits ci-dessus, les deux claviers se trouvent sur deux côtés perpendiculaires de l'instrument : le virginal tout entier, avec ses propres cordes, est ici en quelque sorte « enclavé » dans « ce qui manquerait » à un clavecin ordinaire pour que sa caisse soit rectangulaire.

Moeder en kind : Quelques exemples
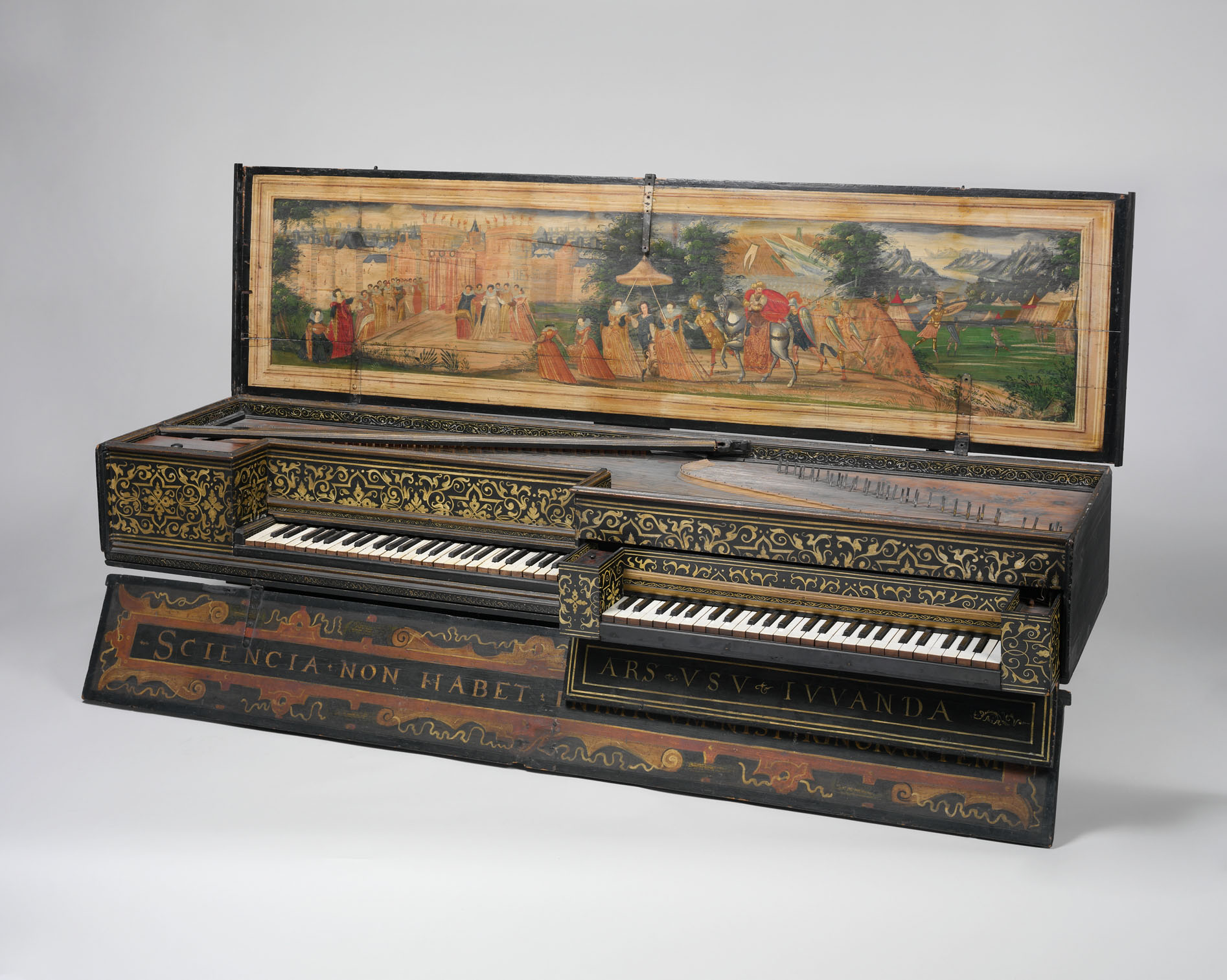
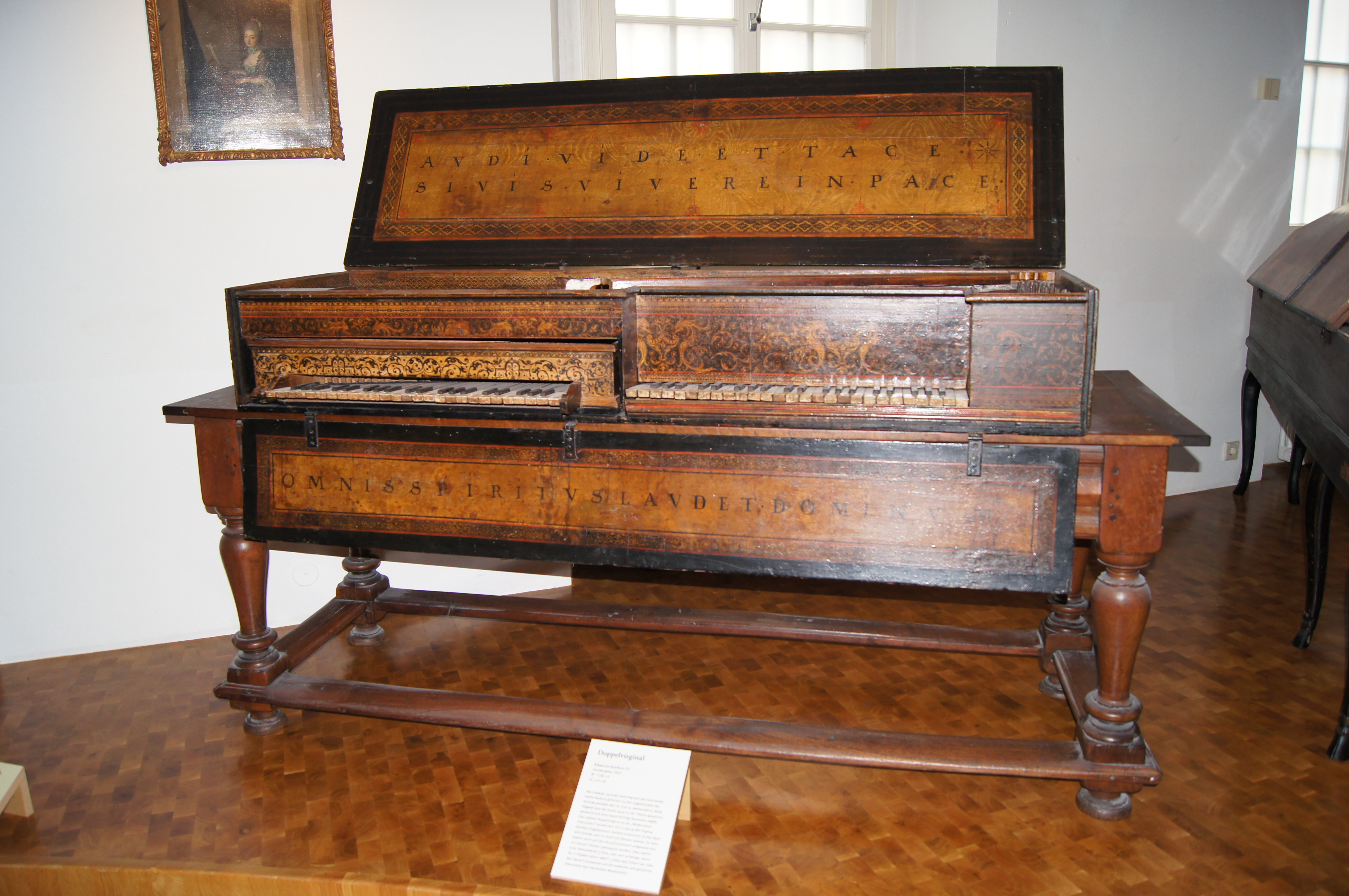
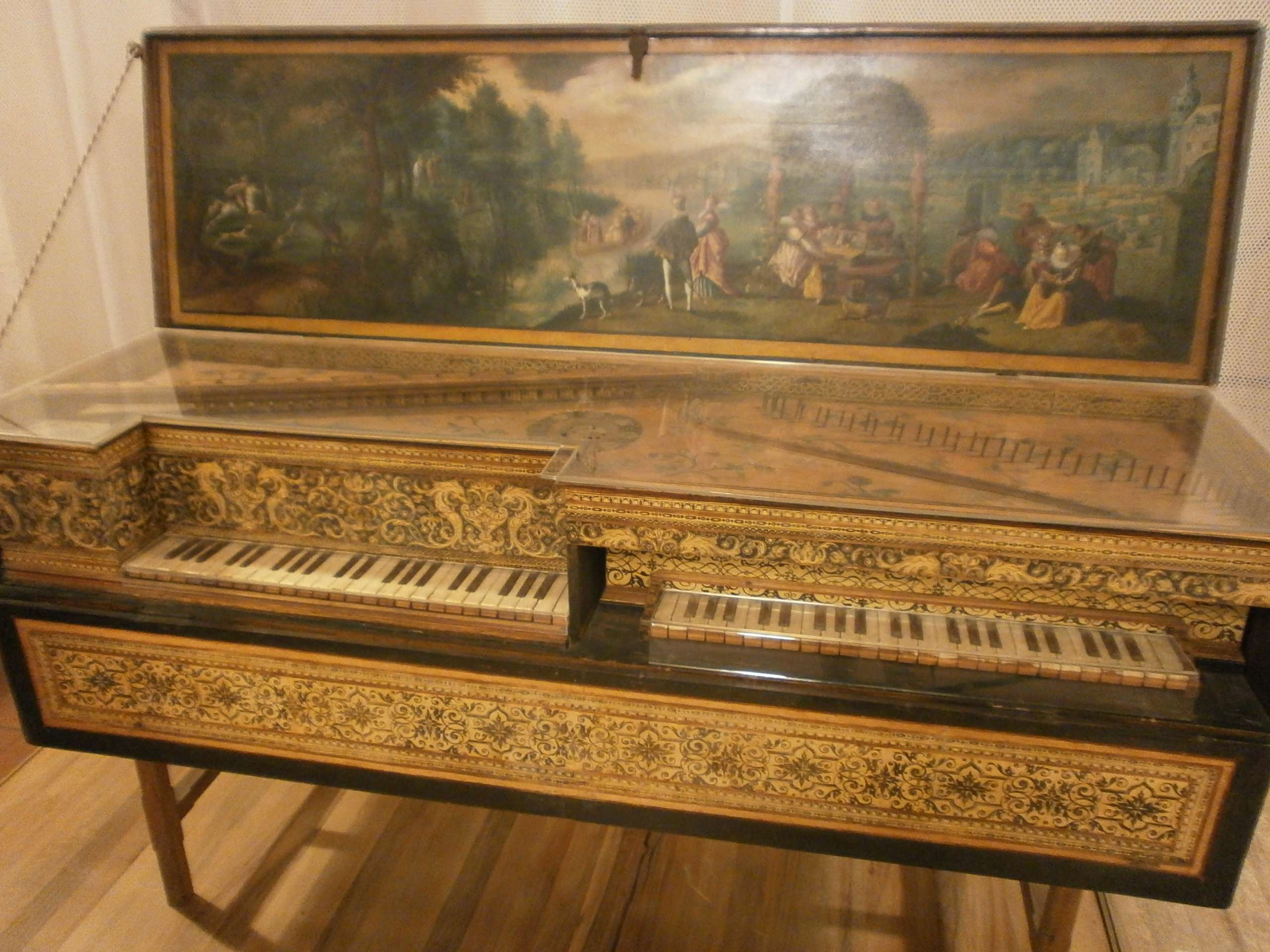
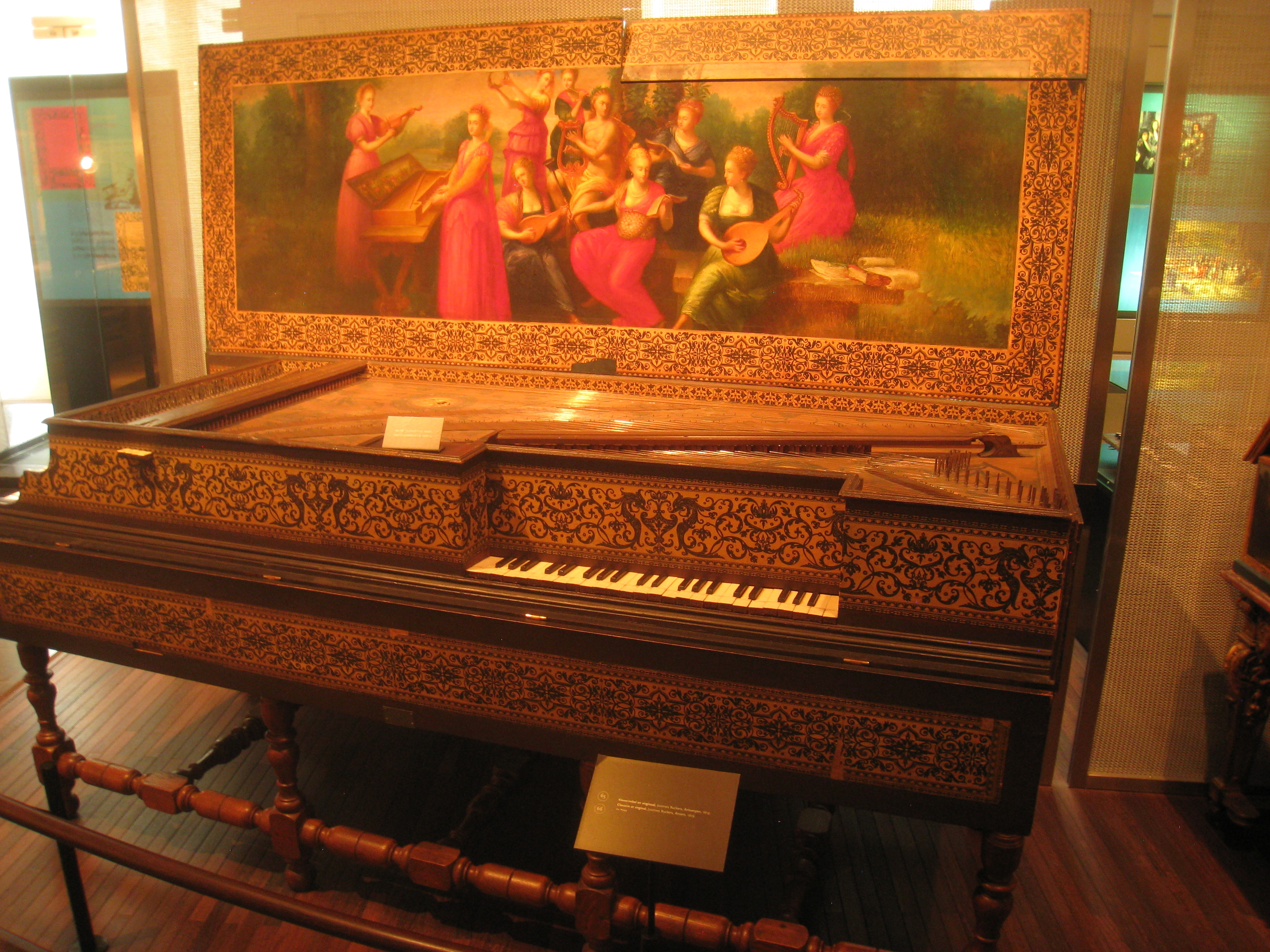
Instrument unissant clavecin et virginal, J. Ruckers, Anvers 1619 (M.I.M., Bruxelles)

Le virginal était l'instrument favori de la bourgeoisie anglaise et flamande du XVIIe siècle. Une légende voudrait que le virginal ait été joué surtout par des jeunes filles et même une jeune reine – Elisabeth Ire, réputée pour en toucher suffisamment bien pour régaler les ambassadeurs.

## Répertoire
Le Fitzwilliam Virginal Book constitue le plus important recueil de musique pour virginal en Angleterre à la fin du XVIe siècle et au début du XVIIe siècle (297 pièces).

## Galerie

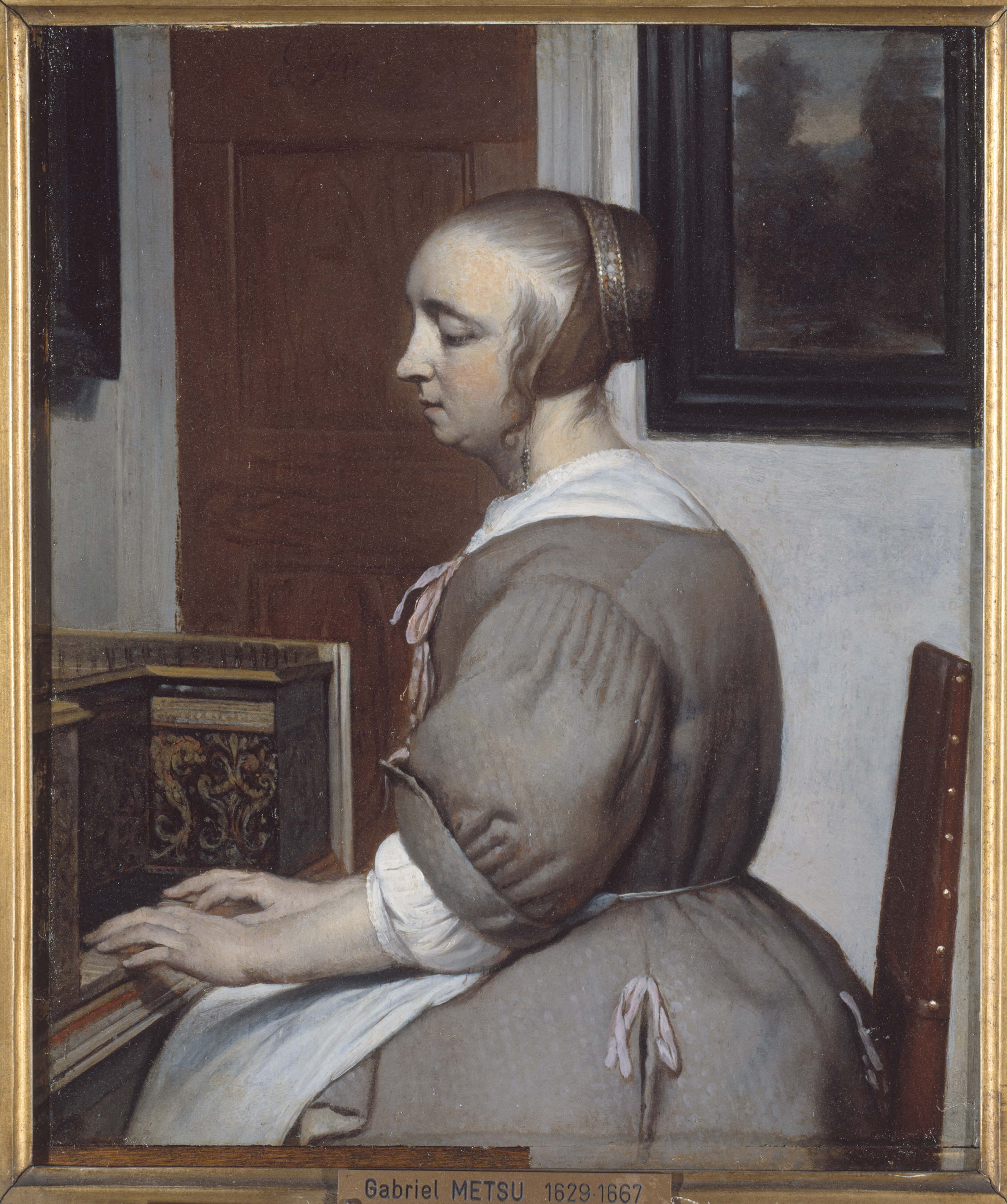
Gabriel Metsu, Femme au virginal (1662), Petit Palais, Paris
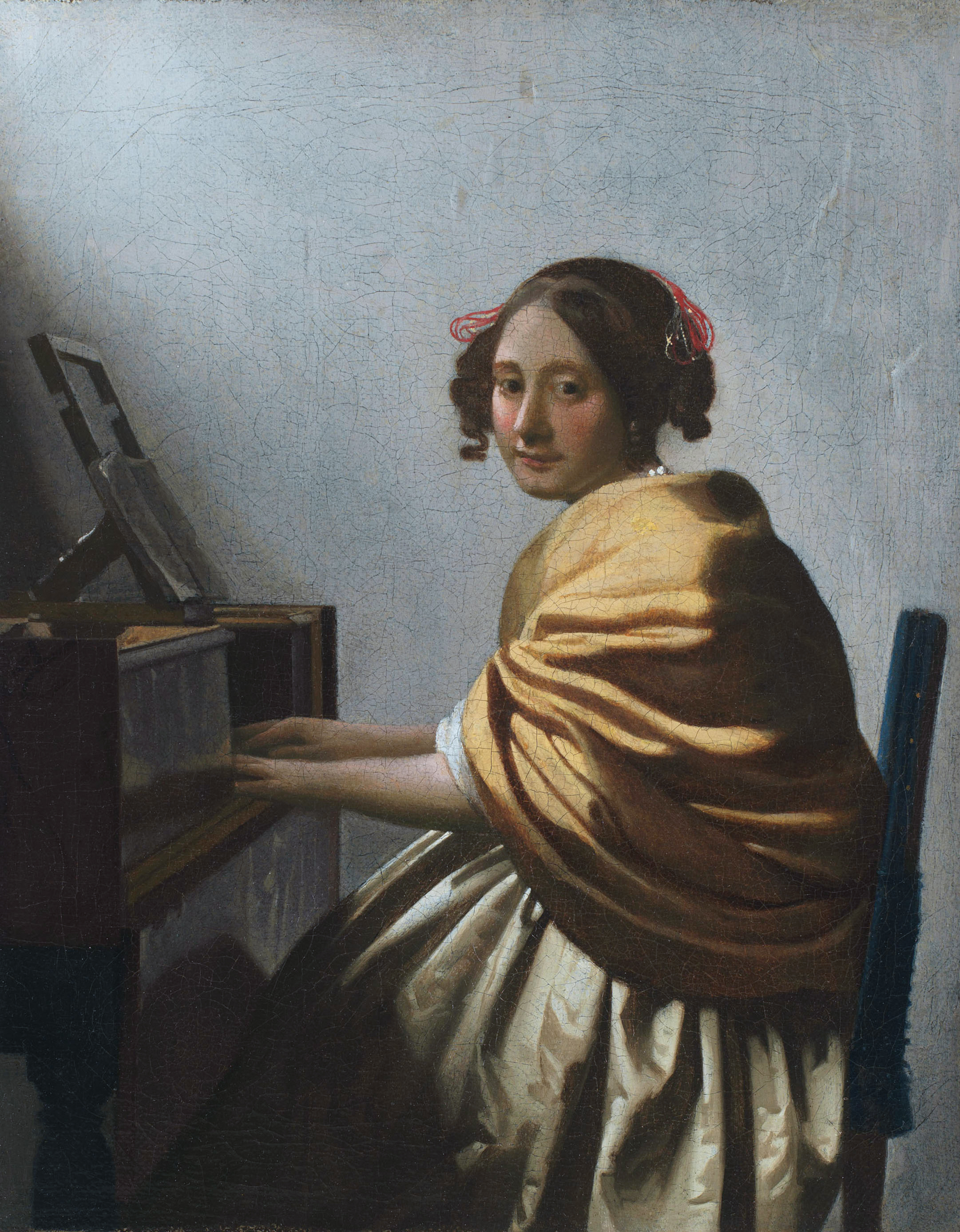
Johannes Vermeer, Dame jouant du virginal (1670-1672), coll. part., États-Unis
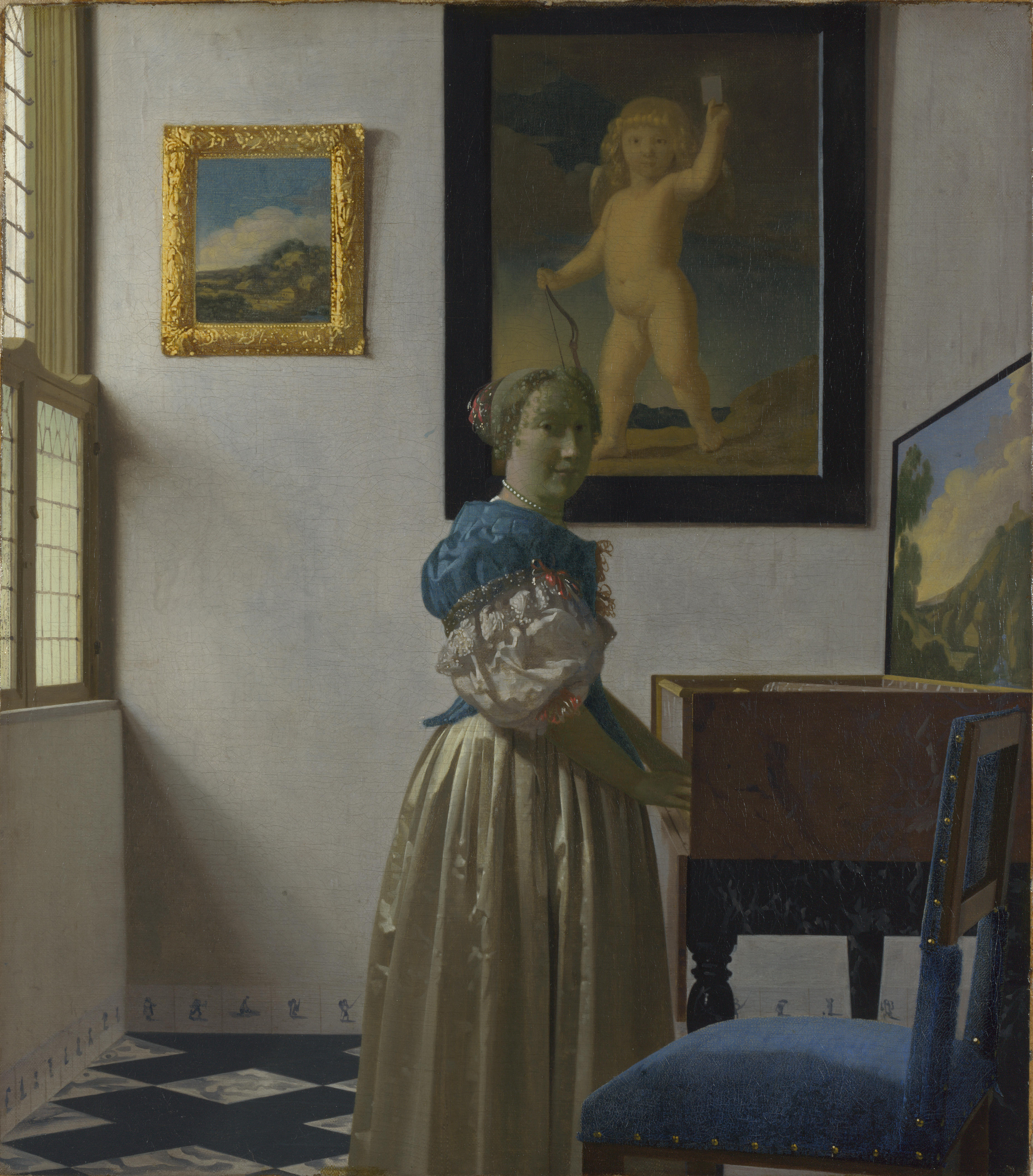
Johannes Vermeer, Une dame debout au virginal (1670-1672), National Gallery, Londres
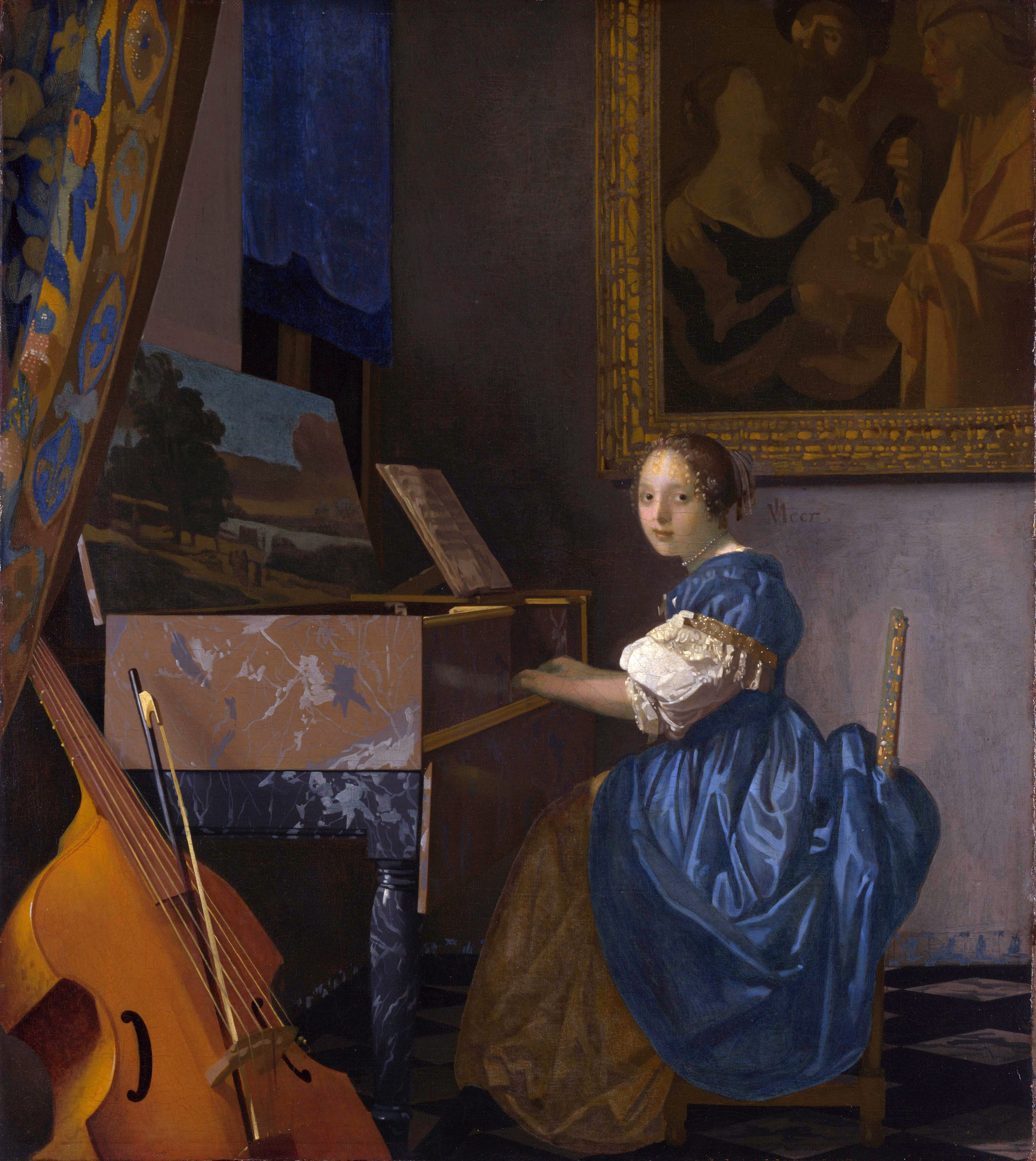
Johannes Vermeer, Jeune femme jouant du virginal (1672-1673), National Gallery, Londres